# Плуто (нимфа)
Плуто је у грчкој митологији било име две нимфе.

## Митологија
- Плуто је у грчкој митологији била нимфа, коју је Хесиод у теогонији наводио као Океаниду[1], једну од Персефониних пратиља.[2]
- Неки извори наводе да је Плуто била кћерка Химаса и да су обоје били познати само због тога што је она са Зевсом имала сина Тантала и ни због чега другог.[3] Међутим, други извори дају и неке податке о њој. Била је нимфа са планине Сипил у Лидији (Анатолија). Нон је поистовећивао Плуто са фригијском богињом Кибелом, јер је планина на којој је Плуто обитавала био значајан култ ове богиње. Као њен отац се помиње Химантеј, чије име на грчком означава траке које се обавијају око руку и зглобова боксера и у вези је са објашњењем имена првог владара Лидије, Манејем. Као њен отац се наводи и Хрон, а она је на тај начин поистовећена са Деметром, богињом пољопривредног просперитета, на шта указује и само Плутино име. Нејасно је и да ли је ова нимфа иста личност као и Плуто Океанида.[4]